# Cachoeira de Paulo Afonso
A cachoeira de Paulo Afonso é um conjunto de quedas d'água localizado no Rio São Francisco, na altura do município baiano de Paulo Afonso e vizinha à alagoana Delmiro Gouveia. As quedas d'água da cachoeira, de até 80 metros de altura, alimentam uma série de usinas do Complexo Hidrelétrico de Paulo Afonso.

## Histórico
Nas suas imediações foi registrada a presença de sítios arqueológicos, cujas pesquisas iniciais registraram a existência de artefatos e pinturas.
A cachoeira foi visitada em 1852 pelo imperador D. Pedro II.
Em 1911 o empresário Delmiro Augusto da Cruz Gouveia, com o objetivo de fornecer eletricidade à vila operária e uma fábrica de linhas que tinha numa localidade alagoana então denominada "Pedra", deu início à construção de uma usina hidrelétrica que denominou Usina Hidrelétrica de Angiquinho, inaugurada em 1913 e que foi vendida em 1957 pela Cia. Agro Fabril Mercantil S.A. à Companhia Hidroelétrica do São Francisco, encerrando sua atividade em 1960. Suas instalações foram tombadas pelo governo alagoano em 2006.

## Representação nas artes
A cachoeira foi retratada em 1649 numa pintura a óleo sobre madeira pelo pintor de paisagens holandês Frans Post. O nome da obra é o mesmo da quedas d'água, Cachoeira de Paulo Afonso.
Em 1850 a cachoeira foi retratada, também em óleo, pelo pintor E. F. Schute. A obra, intitulada Paulo Afonso falls, compõe o acervo do Museu de Arte de São Paulo (MASP).
Em 1875 a cachoeira foi fotografada por Marc Ferrez e por Pedro Karp Vasquez.
O poeta baiano Castro Alves escreveu o poema A Cachoeira de Paulo Afonso, parte integrante da obra Os Escravos, publicado postumamente em 1876.
Ali o poeta traça um paralelo com a mitologia grega, para dar a dimensão grandiosa da queda d'água (excerto, em domínio público): Utiliza-se de um recurso poético chamado enargia, que é a representação artística da natureza de forma que o leitor possa, ao ler, imaginar o objeto retratado. Castro Alves, assim, usa dos elementos naturais e sua violência, para relacionar à própria violência da escravidão.
A cachoeira! Paulo Afonso! O abismo!

A briga colossal dos elementos!

As garras do Centauro em paroxismo

Raspando os flancos dos parceis sangrentos.

Relutantes na dor do cataclismo

Os braços do gigante suarentos

Aguentando a ranger (espanto! assombro!)

O rio inteiro, que lhe cai no ombro!